# Patrick O'Brien
Patrick O'Brien (Zuid-Afrika, 5 mei 1975) is een Zuid-Afrikaans golfprofessional, die actief was op de Sunshine Tour.
In 2004 behaalde O'Brien zijn eerste profzege op de Sunshine Tour door de Vodacom Origins of Golf Tour op de Pezula Golf Club te winnen. Hij was ook tijdelijk actief op de Europese PGA Tour, maar hij behaalde daar geen successen.

## Prestaties

### Professional
Sunshine Tour
| Nr. | Datum       | Toernooi                               | Score        | Score | Info  |
| --- | ----------- | -------------------------------------- | ------------ | ----- | ----- |
| 1   | 29 mei 2004 | Vodacom Origins of Golf Tour at Pezula | 73+71+66=210 | –6    | [ 1 ] |